# 劇団120〇EN
劇団120○EN（げきだんひゃくにじゅうえん）は、福島県福島市を拠点として活動する日本の劇団である。

## 概要
2011年4月、代表の清野和也によって設立された。
当初は清野の出身である福島大学演劇研究会から参加者を募る形で公演が行われていたが、2013年、「福島に住む人びとのルーツをたどる演劇集団」として再出発し、劇団員とサポートメンバーによって構成される劇団となっている
。
2013年以降の作品はすべて福島市を舞台とするか、福島市にゆかりのある民話や史実などのエピソードに基づく作品である。
劇団120〇ENの名前は、自動販売機で缶ジュースを買う感覚で、気軽に演劇を楽しんでほしいという気持ちが込められている。
2017年、福島市・市政110周年記念行事では詩人の和合亮一のプロデュースの元、群読の演出、出演をつとめた。
福島市の公共ホール福島市公会堂の休館日前日となる2018年3月31日に最後の催し物として『主演：福島市公会堂　会場：福島市公会堂-2018.03.31-』を上演した。
2018年11月、日本劇作家協会東北支部コンクール実行委員会主催の「東北劇の陣」にて優勝、観客賞、審査員特別賞などを受賞。
2019年3月、神奈川県主催の神奈川かもめ「短編演劇」フェスティバル2019に全国選抜団体として出場。俳優の那須大洋が、審査委員長特別賞「渡辺えり賞」受賞。
2021年、地域再生大賞優秀賞受賞。
2021年6月、福島市の市有形文化財・福島市写真美術館を全館を使った体験型演劇作品(イマージブシアター)を上演。

## 劇団員

### 主なメンバー
- 清野和也（代表・脚本・演出・役者）[12]
- 増田屋祐介（副代表・役者・大道具）
- 鈴木優斗（役者・小道具）
- 押切ミチル（役者・メイク）
- 齋藤勝之（映像・制作）
- 那須大洋（役者）
- 奈良夏妃（役者）
- ピーター髙橋（役者）
- 紙糊（役者）
- 本田真也（役者）
- 霜山亜美（役者・メイク）
- 国井沙也加（役者・小道具）
- 史香（役者）
- 佐川翔（役者）
- 加藤友紀（制作）

### 準団員
- 安達里実（宣伝美術）
- 遠藤航（役者）
- 萩原功太（役者）
- 遠藤晃（役者）
- 安達駿希（役者・衣装）
- 川島ゆかり（役者・衣装）

## 公演作品
- 拍手集めたオルゴール（2011年4月）
- ヤンキーとストーカー（2011年5月）
- 神話前夜（2011年6月）
- 誰が僕の猫を殺した？（2011年7月）
- サン・ジュスト（2011年8月）
- おかまの化粧、ヒーローの衣装（2011年9月）
- 涼風（2011年10月）
- 学乱（2011年12月）
- 妖怪遺書（2013年6月）
- ビー玉雨と眠たげな夏（2013年9月）
- しろ（2013年12月）
- 椅子語り（第１回POP演劇祭出場作品、2014年4月）
- 歌舞伎デカ前田刑事（2014年8月）
- 兎と亀（2015年1月）
- 丑三つ人（福島市 みんなで鑑賞！演劇公演会 in A・O・Z出場作品、2015年2月）
- 辛かろう、夜逃げ家老（第2回POP演劇祭出場作品、2015年5月）
- ヴェルモット・フラワーズ（大人の120◯ENとして上演、2015年6月）
- 笑わない花（2015年10月）
- 怪・世良・世良（第3回POP演劇祭出場作品、2016年4月）
- 思わざらまし六つの花（福島市西地区の歴史再発見事業として上演、2016年10月）
- ヤンキーとストーカー-平成舞台心中-（日本劇作家協会 東北支部主催　東北 劇の陣にて上演、2016年11月）
- パラレル・イタリアーノ（大人の120◯ENとして上演、2016年12月）
- 牛の角（2017年2月）
- 主演：福島市公会堂（第4回POP演劇祭出場作品、2017年5月）
- 荒川ジュリエット（福島市西地区の歴史再発見事業として上演、2017年10月）
- 幕末アリス（2018年2月）
- 主演：福島市公会堂　会場：福島市公会堂-2018.03.31-（2018年3月）
- 絹が鳴る-西信戊辰明治譚-（福島市戊辰150年記念事業・福島市西地区の歴史再発見事業として上演、2018年11月）
- こころ、ころろ（短編演劇コンクール東北劇の陣出場作品、2018年11月／神奈川かもめ「短編演劇」フェスティバル2019、2019年3月）
- 20/1440 min.（2019年3月）
- 縄文悶々土偶恋慕（第6回POP演劇祭出場作品、2019年5月）
- じょーもぴあ宮畑　野外劇　縄文悶々土偶恋慕（2019年7月）
- 殿がいない！ -陸奥下村藩最後の一日-（2019年11月）
- 演者もソーシャルディスタンスな短編劇 とおくはなれた物語（2020年7月）
- 栄冠は君に輝く（仕事終わり、学校終わりの短編演劇、2020年7月）
- 信夫狐の鴨左衛門（親子で楽しむ民話劇、2020年8月）
- 福島夜曲（仕事終わり、学校終わりの短編演劇、2020年9月）
- 信達義民芝居 太郎右衛門（福島市西地区の歴史再発見事業として上演、2020年11月）
- あぶくま川（仕事終わり、学校終わりの短編演劇、2020年9月）
- あんじゅとずしおう（子どもたちへ贈る福島の民話劇、2021年5月）
- 椅子語り（2021年）
- 室石将監（福島市西地区の歴史再発見事業として上演、2021年10月）
- イマーシブシアター　花ノ寫眞館（2022年6月）
- 絹が鳴る（福島市西地区の歴史再発見事業として上演、2022年11月）
- 仕事終わり、学校終わりの短編演劇（2022年～2023年）
- おろ杉物語（テルサ演劇祭として上演、2023年1月）